# Col de Clavel
Le col de Clavel est un col routier liant la haute Dracénie à la vallée de l'Artuby. Avec ses 1 069 mètres d'altitude, il s'agit du plus haut col routier du département du Var.

## Géographie
Il est situé sur la partie extrême-est du plateau de Canjuers et la frontière avec les Alpes-Maritimes est proche. D'ailleurs, en se rendant plus au nord, la route départementale 21 va croiser la D6085 (ex RN85) au Logis-du-Pin. Ce hameau fait la frontière entre le Var et les Alpes-Maritimes.
Le col de Clavel se situe sur une des routes partant de Draguignan pour rejoindre les villes de Castellane et Digne-les-Bains.
Enfin, ce col est l'unique accès routier à la montagne de Lachens, le plus haut sommet du Var culminant à 1 714 m d'altitude.